# Sydrussisk ovtcharka
Sydrussisk ovtcharka (FCI #326, Ioujnorousskaïa ovtcharka) er en gigantstor hyrdehund, som stammer fra Ukraine og det sydlige Rusland.
Sydrussisk ovtcharkaer er en forbudt hunderace i Danmark. Forbuddet gælder både besiddelse og avl. Ydermere er det forbudt at avle krydsninger.

## Raceforbud
Den 1. juli 2010 blev den nuværende hundelov vedtaget i det danske Folketing, hvor racen sydrussisk ovtcharka blev inkluderet i listen over forbudte hunde, der således blev ulovliggjort. Dog eksisterer der en såkaldt overgangsordning for hundeejere, som allerede på tidspunktet for vedtagelse af hundeforbuddet var i besiddelse af hunderacen sydrussisk ovtcharka.

## Udstillingsforbud
Justitsministeriet har meddelt Dansk Kennelklub (DKK), at det ikke er tilladt at udstille forbudte hunderacer uden mundkurv. DKK har derpå valgt, at sydrussisk ovtcharka ikke kan udstilles.